# Isocamenta ugandana
Isocamenta ugandana är en skalbaggsart som beskrevs av Hermann Julius Kolbe 1914. Isocamenta ugandana ingår i släktet Isocamenta och familjen Melolonthidae. Inga underarter finns listade i Catalogue of Life.